# Resolutie 2138 Veiligheidsraad Verenigde Naties
Resolutie 2138 van de Veiligheidsraad van de Verenigde Naties werd op 13 februari 2014 unaniem door de VN-Veiligheidsraad aangenomen en verlengde het panel van experts dat toezag op de sancties tegen Darfur met ruim een jaar.
Soedan zelf had een aantal bedenkingen bij de tekst. Zo ontbrak een vermelding van de positieve ontwikkelingen in Darfur; met name in verband met het Doha-document voor Vrede in Darfur. Ook was er ten onrechte sprake van "belemmering van de experts". Er was een visum geweigerd voor een expert die voordien reeds persona non grata was verklaard. Voorts was het land terughoudend over het woord "wapenembargo". Het land had immers nog steeds het recht de eigen soevereiniteit en bevolking te verdedigen.

## Achtergrond
Al in de jaren '50 was het zwarte zuiden van Soedan in opstand gekomen tegen het overheersende Arabische noorden. De vondst van aardolie in het zuiden maakte het conflict er enkel maar moeilijker op. In 2002 kwam er een staakt-het-vuren en werden afspraken gemaakt over de verdeling van de olie-inkomsten. Verschillende rebellengroepen waren hiermee niet tevreden en in 2003 ontstond het conflict in Darfur tussen deze rebellen en de door de regering gesteunde janjaweed-milities. Die laatsten gingen over tot etnische zuiveringen en in de volgende jaren werden in Darfur grove mensenrechtenschendingen gepleegd waardoor miljoenen mensen op de vlucht sloegen.

## Inhoud
Het mandaat van het panel van experts van het Soedan-Sanctiecomité werd met dertien maanden verlengd met de intentie het binnen het jaar te herzien. Men vreesde dat technische ondersteuning aan Soedan gebruikt zou worden om legervliegtuigen te onderhouden die ingezet werden voor activiteiten die de sancties schonden. Verder dacht men dat niet alle landen zich aan het reisverbod en de bevriezing van middelen hielden. Ook waren er nog steeds overheidsfunctionarissen en gewapende groepen in Darfur die geweld bleven gebruiken tegen de bevolking.

## Verwante resoluties
- Resolutie 2113 Veiligheidsraad Verenigde Naties (2013)
- Resolutie 2126 Veiligheidsraad Verenigde Naties (2013)
- Resolutie 2200 Veiligheidsraad Verenigde Naties (2015)
- Resolutie 2265 Veiligheidsraad Verenigde Naties (2016)

Lijst ·  2133 ·  2134 ·  2135 ·  2136 ·  2137 ·  2138 ·  2139 ·  2140 ·  2141 ·  2142 ·  2143 ·  2144 ·  2145 ·  2146 ·  2147 ·  2148 ·  2149 ·  2150 ·  2151 ·  2152 ·  2153 ·  2154 ·  2155 ·  2156 ·  2157 ·  2158 ·  2159 ·  2160 ·  2161 ·  2162 ·  2163 ·  2164 ·  2165 ·  2166 ·  2167 ·  2168 ·  2169 ·  2170 ·  2171 ·  2172 ·  2173 ·  2174 ·  2175 ·  2176 ·  2177 ·  2178 ·  2179 ·  2180 ·  2181 ·  2182 ·  2183 ·  2184 ·  2185 ·  2186 ·  2187 ·  2188 ·  2189 ·  2190 ·  2191 ·  2192 ·  2193 ·  2194 ·  2195